# Виноградова, Ираида Владимировна
Ираида Владимировна Виноградова (урождённая Матрёхина; 10 марта 1936, Чальмны-Варрэ, Мурманский округ, Ленинградская область, СССР — 31 декабря 2004, Россия) — советская и российская саамская поэтесса, исполнительница саамских песен, исследователь саамского языка (йоканьгско-саамского диалекта); член правления Ассоциации кольских саамов.

## Биография
Родилась 10 марта 1936 года в деревне Чальмны-Варрэ Мурманской области. Её мать Клавдия принадлежала к роду известных саамских охотников Матрёхиных, отец по национальности был русским, происходил из семьи православных ловозерских священников.
Окончила факультет народов Крайнего Севера Ленинградского государственного педагогического института имени Герцена, по окончании которого работала учителем в школах в посёлке Зеленоборский, в Мончегорске, Оленегорске.
Автор книг стихов для детей, в том числе на саамском языке. Участвовала в подготовке саамско-русского и русско-саамского словарей.

## Семья
- Сестра — Октябрина Воронова (1934—1990) саамская поэтесса[4].
- Сестра — Тамара Матрёхина, языковед.